# Hydrodendron carchesium
Hydrodendron carchesium är en nässeldjursart som först beskrevs av John Fraser 1914.  Hydrodendron carchesium ingår i släktet Hydrodendron och familjen Haleciidae. Inga underarter finns listade i Catalogue of Life.